# Clio Barnard
Clio Barnard est une réalisatrice britannique, née à Otley, dans le Yorkshire de l'Ouest.

## Biographie
Clio Barnard grandit à Otley (Yorkshire de l'Ouest) près de Bradford et Leeds. Son père est maître de conférences (university lecturer) et sa mère est artiste puis chanteuse de jazz. Ses parents se séparent quand elle a six ans, elle est alors élevée par son père avec sa sœur ainée et son frère cadet.
Elle est diplômée de Newcastle Polytechnic (maintenant Northumbria University), avec un First Class B.A. (Hons) en Beaux-arts et obtient ensuite un diplôme en imagerie électronique à la Duncan of Jordanstone College of Art and Design.
En 2010, elle réalise son premier long métrage The Arbor qui est un documentaire consacré à la personne d'Andrea Dunbar, une dramaturge connue pour avoir écrit les pièces The Arbor (1980) et Rita, Sue and Bob Too (1982). Barnard remporte de nombreux prix avec ce documentaire.
En 2013 sort son second long métrage, Le Géant égoïste (The Selfish Giant), qui raconte la vie d'Arbor et Swifty, deux adolescents exclus du collège. Clio Barnard remporte aussi de nombreux prix avec ce film.

## Filmographie

### Réalisatrice

#### Courts métrages
- 2000 : Lambeth Marsh (documentaire)
- 2002 : Random Acts of Intimacy
- 2003 : Flood

#### Longs métrages
- 2010 : The Arbor (en) (documentaire)
- 2013 : Le Géant égoïste (The Selfish Giant)
- 2017 : Dark River
- 2021 : Ali & Ava

## Distinctions
- Festival du film de Tribeca 2010 : Best New Documentary Filmmaker pour The Arbor
- Festival du film de Londres 2010 : Sutherland Trophy et Best British Newcomer Award pour The Arbor
- Guardian First Film Awards 2010 pour The Arbor
- Evening Standard British Film Awards 2011 : Meilleur scénario pour The Arbor
- Festival du film britannique de Dinard 2013 : Hitchcock d'or pour Le Géant égoïste
- Festival international du film des Hamptons 2013 : Golden Starfish Awards du meilleur film pour Le Géant égoïste
- Festival international du film de Stockholm 2013 : Cheval de bronze du meilleur film pour Le Géant égoïste
- Festival international du film de Flandre-Gand 2013 : Grand Prix du meilleur film pour Le Géant égoïste
- Festival international des jeunes réalisateurs de Saint-Jean-de-Luz 2013 : Chistera du meilleur film pour Le Géant égoïste